# Street Symphony
Street Symphony är en sång med den amerikanska R&B-sångerskan Monica, utgiven som sitt 2:a studioalbums femte singel den 18 juni 1999. Medan singeln hade en medial framgång på USA:s musiklistor med en 50:e placering på singellistan R&B/Hip-Hop Singles & Tracks klättrade den till en 8:e plats i Tyskland. Orkestern i låten är Atlanta Symphony Orchestra.

## Musikvideo
Videon regisserades av Darren Grant och filmades i en stad nattetid där flera scener visar människor som spelar olika instrument medan andra olika händelser utspelas. Andra scener visar Monica dansa med bakgrundsdansare. 
Singelns musikvideo visades sällan på BET och MTV.

## Format och innehållsförteckningar
Promo singel
1. "Street Symphony" (radio edit) - 4:04

"Cyptron Zone III Remixes" CD- singel
1. "Street Symphony" (radio edit)
2. "Street Symphony" (extended version)
3. "Street Symphony" (Cyptron Zone III remix)

## Listor
| Lista (1999)                                  | Topp-position |
| --------------------------------------------- | ------------- |
| Amerikanska Billboard Bubbling Under Hot 100  | 20            |
| Amerikanska Billboard Hot R&B/Hip-Hop Songs   | 50            |
| Amerikanska Billboard Hot R&B/Hip-Hop Airplay | 45            |
| Amerikanska Billboard Rhythmic Top 40         | 27            |
| Tyska Jam FM Singles Chart                    | 8             |

## Release-historik
| Land       | Datum             |
| ---------- | ----------------- |
| USA        | 18 juni 1999      |
| Tyskland   | 13 juli 1999      |
| Australien | 14 september 1999 |